# Moja kochana zabójczyni
Moja kochana zabójczyni (ang. My Little Assassin) – film oparty na życiu Marity Lorenz, kochanki kubańskiego dyktatora Fidela Castro. Film wyreżyserował Jack Bender.

## Obsada
(za filmweb)
- Gabrielle Anwar – Marita Lorenz
- Tony Plana
- Anthony Figueroa – kelner
- Johnny Martinez – sprzedawca biżuterii
- Eddie Frias – goniec hotelowy
- Odaylys Nanin – młoda żona
- Ariel Zevon
- Nicholas Gonzalez – Andre Castro
- Gary Carlos Cervantes – Mateo Perez
- Don Yesso – agent CIA
- Dean Norris
- Glenn Morshower – agent Larrigoy
- Mike Moroff
- Geoffrey Rivas
- John Verea
- Ada Maris – Celia Sánchez Manduley
- Jill Clayburgh – Alice Lorenz
- Scott Paulin – Stewart Allen
- Robert Davi – Frank Sturgis
- Joe Mantegna – Fidel Castro
- John Prosky – Harold Bly
- Brent Roam – Epifano
- Juan A. Riojas – Manuel
- David Barrera – Figueroa
- Ernie Lively – Charlie Baron
- Lillian Hurst
- Del Zamora – kierowca dorożki
- Richard Marion – Pan Stark
- Kit McDonough – Pani Stark
- Ruben Moreno
- Frank Novak – pasażer
- Kerry Leigh Michaels – pasażer
- Gary Hoffman – kubański żołnierz
- Darrel Casalino – najemnik
- Ernie Fuentes – dozorca
- Rosa Kesser – pielęgniarka
- Armando Molina
- Mark Galasso – agent FBI
- Eric Ware – agent FBI
- Rob Nagle – minister
- Aaron Moreno